# U-Bahnhof Sophie-Charlotte-Platz

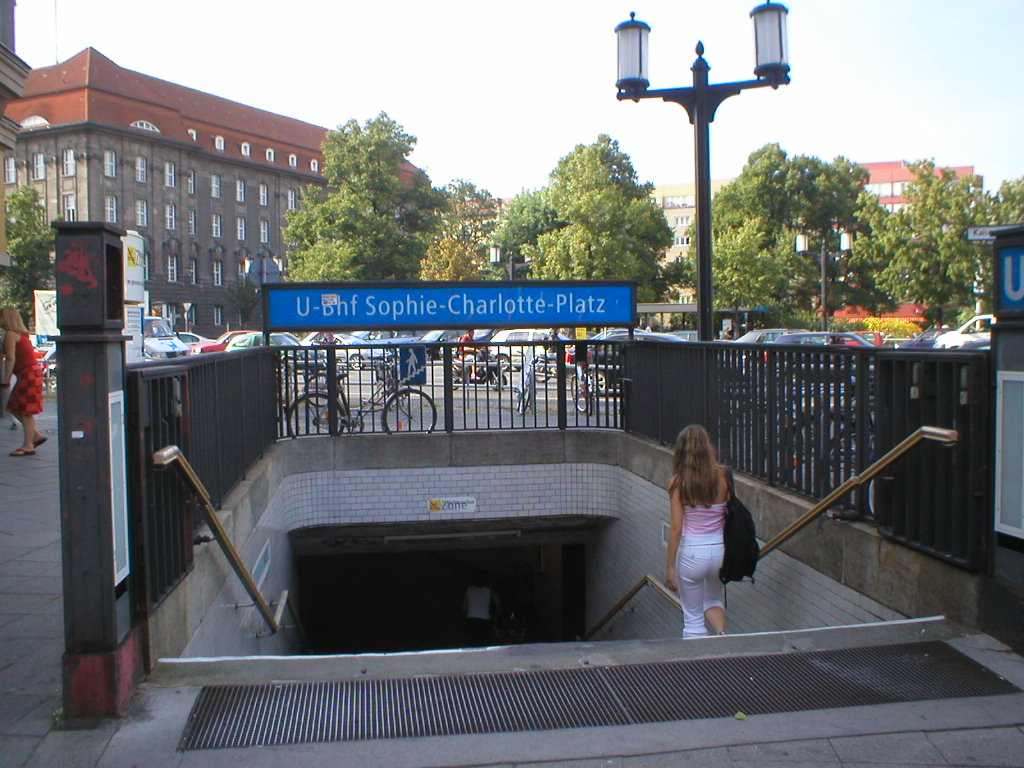
Südöstlicher Eingang zum U-Bahnhof in der Suarezstraße

Der U-Bahnhof Sophie-Charlotte-Platz ist eine Station der Berliner U-Bahn-Linie U2. Der Bahnhof befindet sich unter dem Kaiserdamm und südlich des nach Sophie Charlotte von Hannover benannten Platzes im Ortsteil Charlottenburg des Bezirks Charlottenburg-Wilmersdorf. Er wurde am 29. März 1908 eröffnet.

## Geschichte
Anfang des 20. Jahrhunderts entwickelten sich zahlreiche Kolonien am Rande des Berliner Großraums, zu dem damals unter anderem noch die selbstständigen Städte Wilmersdorf, Charlottenburg, Schöneberg und Rixdorf gehörten. Die Kolonie Westend, westlich von Charlottenburg gelegen, hatte in der Bauentwicklung einige Defizite, was nicht zuletzt auch an der nicht vorhandenen Verkehrsverbindung lag. Da zu jener Zeit bereits eine Strecke der Berliner Hoch- und Untergrund-Bahn zum damaligen Knie (heute: Ernst-Reuter-Platz) gebaut wurde, entstand bei der Terraingesellschaft Westend die Idee, die U-Bahn bis in die Kolonie zu verlängern. Nach einigen Verhandlungen schlossen die Terraingesellschaft, deren Investor Deutsche Bank, die Stadt Charlottenburg sowie die Hochbahngesellschaft am 23. Juni 1906 einen Vertrag für den Bau der Strecke vom Bahnhof Bismarckstraße (heute: Deutsche Oper) zum in Westend gelegenen Reichskanzlerplatz.

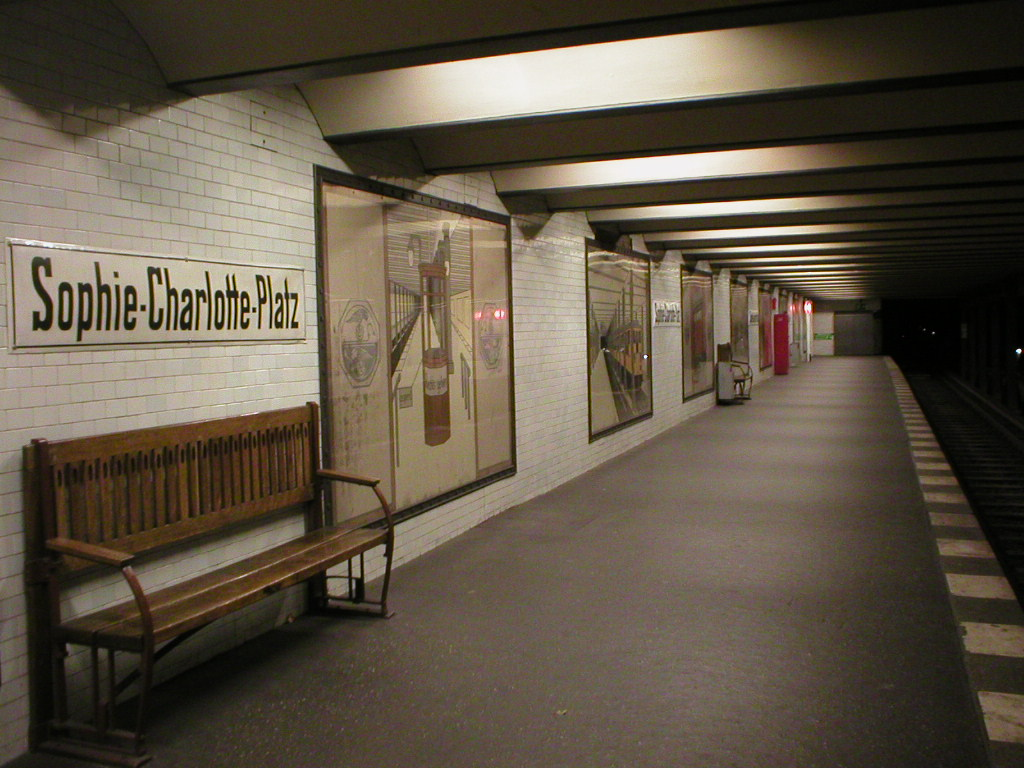
Der Bahnhof ist seit 1988 mit Farbtafeln zur Berliner U-Bahn-Geschichte ausgestattet

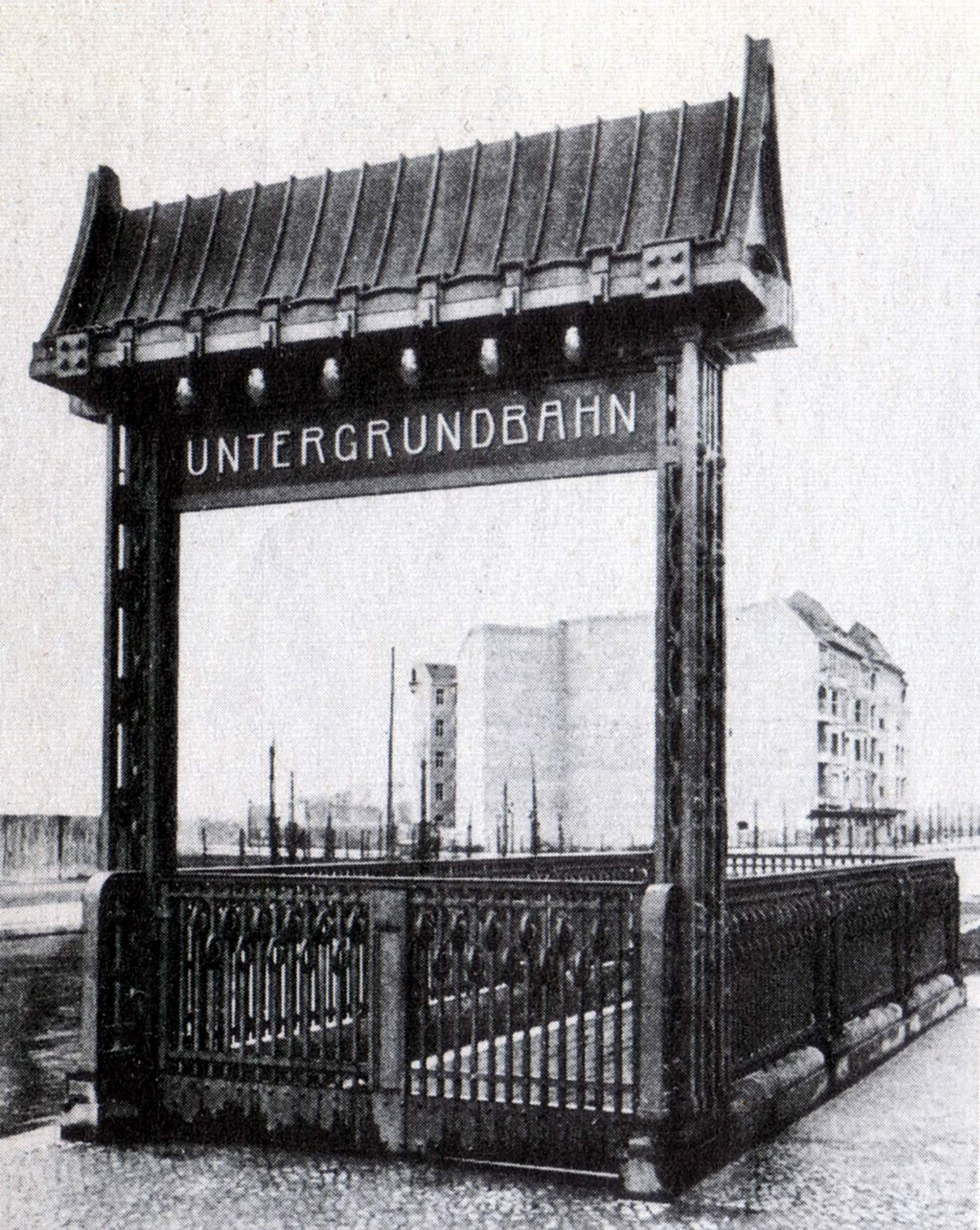
Bis 1937/1938 schmückten große Portale die Eingänge zum U-Bahnhof. Aufgrund der „Germania“-Planungen mussten diese abgerissen werden. Im Hintergrund ist die noch geringe Bebauung Westends im Jahr 1908 zu sehen.

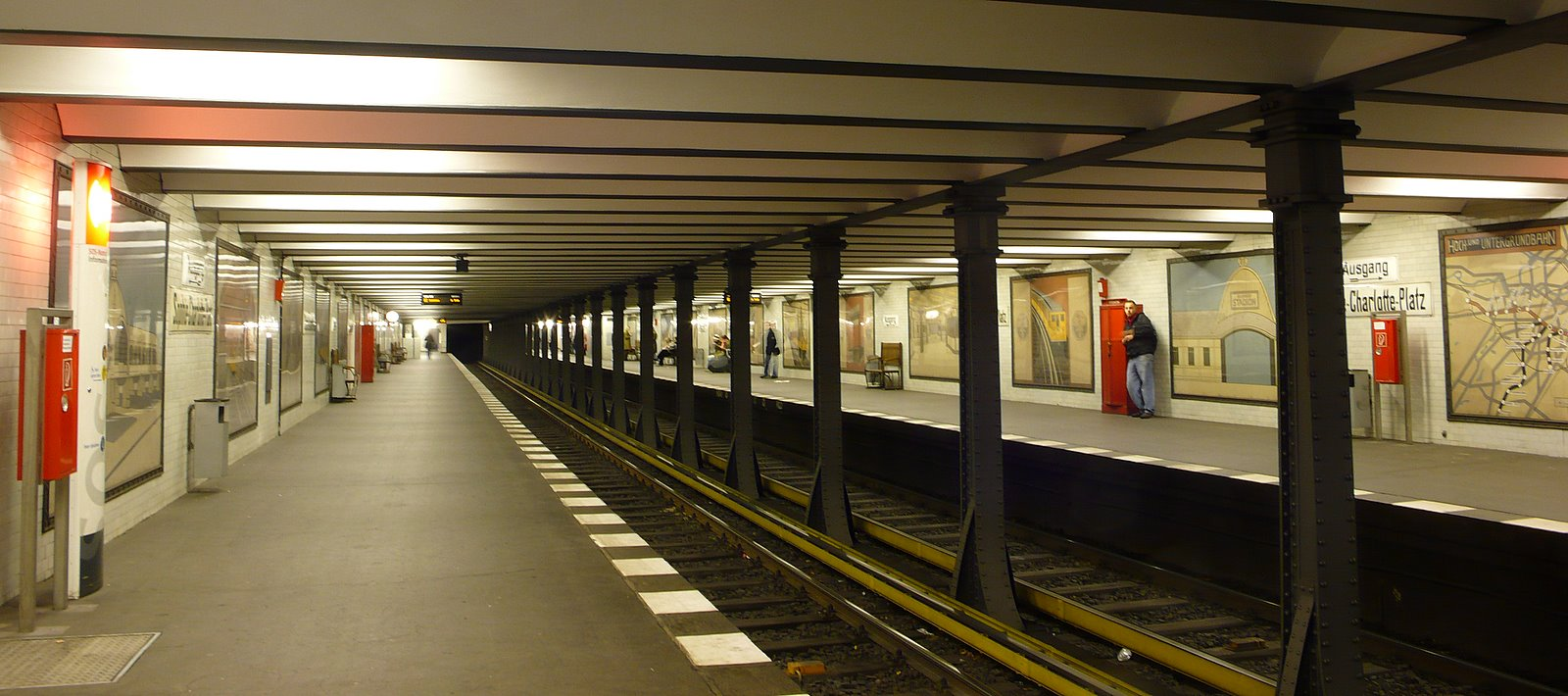
Seitenbahnsteige des Bahnhofs

Die 2,6 Kilometer lange Strecke beinhaltete den Bau dreier Bahnhöfe (Sophie-Charlotte-Platz, Kaiserdamm und Reichskanzlerplatz) sowie den Umbau beziehungsweise die Umplanung des noch im Bau befindlichen Bahnhofs Bismarckstraße. Alle planerischen und gestalterischen Aufgaben übertrug die Hochbahngesellschaft ihrem Hausarchitekten Alfred Grenander. Die Station Sophie-Charlotte-Platz entwarf er wie die anderen Bahnhöfe mit zwei Seitenbahnsteigen; die Wände erhielten weiße, kleinteilige Keramikfliesen. Über den beiden Bahnsteigen ließ Grenander Oberlichter installieren, sodass der Bahnhof tagsüber ohne künstliches Licht ausgekommen sein soll. Der Bahnhofsname erinnert an Sophie Charlotte von Hannover, erste Königin Preußens und Mutter des späteren „Soldatenkönigs“, die im nahegelegenen Schloss Charlottenburg residierte. Die Strecke Bismarckstraße – Reichskanzlerplatz eröffnete Kaiser Wilhelm II. auf der sogenannten „Kaiserfahrt“ bereits am 19. März 1908; die eigentliche Betriebsaufnahme fand erst zwei Wochen später am 29. März 1908 statt.
Bis in die 1930er Jahre veränderte sich kaum etwas am Bahnhof. Erst 1938 ließ Albert Speer im Rahmen der „Germania“-Planungen eine Ost-West-Achse errichten, die wichtige Hauptverkehrsachsen innerhalb Berlins miteinander verbinden und unter anderem auch Militärparaden eine Möglichkeit der Zurschaustellung geben sollte. Bei diesen Bauarbeiten mussten unter anderem die Eingänge zum Bahnhof Sophie-Charlotte-Platz, die sich zuvor noch auf der Mittelpromenade befanden, auf die seitlichen Bürgersteige verlegt werden. Außerdem ließ Speer die Oberlichter des Bahnhofs schließen.
Im Zweiten Weltkrieg traf es den Bahnhof insbesondere am 15. Februar 1944 schwer; bei einem alliierten Luftangriff durchschlug eine Fliegerbombe die Decke des Bahnhofs, sodass der Betrieb zeitweilig ausgesetzt werden musste. Aufgrund des nahenden „Endkampfes“ und der schlechten Energieversorgung stellte die BVG den Betrieb auf der Strecke Wittenbergplatz – Ruhleben zum 25. April 1945 ein. Im Gegensatz zu vielen anderen Strecken im Berliner U-Bahn-Netz hatte der Streckenast zwischen Ruhleben und Knie relativ geringe Schäden erlitten, sodass bereits zum 17. Mai 1945 erste Pendelverkehre aufgenommen werden konnten; die komplette Linie AI auf der Strecke Ruhleben – Pankow fuhr ab dem 15. September 1946 wieder.
Wieder folgte für den Bahnhof eine Zeit der alltäglichen Kontinuität. Veränderungen gab es nur bei den Streckenzielen, die ab 1961 zu erreichen waren. Nach der Teilung Berlins konnte nun vom Bahnhof aus nicht mehr der östliche Teil der Stadt mit der Endstation Pankow angefahren werden. Die Züge der damaligen Linie 1 fuhren nun bis zum U-Bahnhof Schlesisches Tor.
Im Jahr 1977 ließ die BVG den Zugang Kaiserdamm/Schloßstraße überdachen. 1986, ein Jahr vor der 750-Jahr-Feier der Stadt Berlin, erhielt der Bahnhof eine Komplettsanierung. Dabei ließen die Berliner Verkehrsbetriebe unter anderem die weißen Fliesen gegen hellgraue austauschen. Außerdem schmückten nun Farbtafeln mit historischen Ansichten und Zeichnungen der Berliner U-Bahn-Geschichte den Bahnhof. Thematisch ergänzen dies alte Holzbänke und Feuerlöschkästen aus jener Zeit. Damit stellte die Station Sophie-Charlotte-Platz quasi ein Pendant zum in Ost-Berlin gelegenen U-Bahnhof Klosterstraße dar, der ebenfalls zum 750-jährigen Stadtjubiläum Emailletafeln mit der Historie des Berliner Verkehrs erhielt.
Erst in den letzten Jahren traten im alltäglichen Leben des Bahnhofs neue Veränderungen auf. Aufgrund eines Brandes im Bahnhof Deutsche Oper am 8. Juli 2000 beschloss die BVG, alle Bahnhöfe, die nur einen Zugang hatten, mit einem weiteren auszustatten. Hierzu zählte auch der Bahnhof Sophie-Charlotte-Platz. Die Bauarbeiten für zwei Zugänge zum Bahnhof begannen Ende 2005, und der südwestliche Zugang zur Witzlebenstraße konnte am 4. Mai 2006 eröffnet werden.
Seit Ende 2015 wird eine der ehemaligen Zugabfertigerkanzeln durch den Künstler Marek Benczewski für wechselnde Ausstellungen von Sinnsprüchen, Zeichnungen und anderen Objekten genutzt.
Am 16. Dezember 2020 wurde ein Aufzug am stadtauswärtigen Bahnsteig in Betrieb genommen. Der zweite Aufzug (stadteinwärts) wurde am 7. Mai 2021 in Betrieb genommen.
Damit ist der U-Bahnhof barrierefrei zugänglich. Weiterhin wurden ein Blindenleitsystem installiert, der Asphaltboden erneuert und die Bahnsteigkanten angepasst. Die Zugangstunnel und die sanierten Ausgänge erhielten originalgetreue neu gebrannte Fliesen. Die Kosten beliefen sich insgesamt auf rund 5,8 Millionen Euro.

## Anbindung
| Linie | Verlauf |
| ----- | --- |
|       | Pankow – Vinetastraße – Schönhauser Allee – Eberswalder Straße – Senefelderplatz – Rosa-Luxemburg-Platz – Alexanderplatz – Klosterstraße – Märkisches Museum – Spittelmarkt – Hausvogteiplatz – Stadtmitte – Mohrenstraße – Potsdamer Platz – Mendelssohn-Bartholdy-Park – Gleisdreieck – Bülowstraße – Nollendorfplatz – Wittenbergplatz – Zoologischer Garten – Ernst-Reuter-Platz – Deutsche Oper – Bismarckstraße – Sophie-Charlotte-Platz – Kaiserdamm – Theodor-Heuss-Platz – Neu-Westend – Olympia-Stadion – Ruhleben |

Am U-Bahnhof bestehen Umsteigemöglichkeiten von der Linie U2 zur Omnibuslinie 309 der BVG.